# 五百渕西
五百渕西（ごひゃくぶちにし）は、福島県郡山市に所在する字である。郵便番号は963-8865。

## 地理
郡山市役所本庁所管地域である市街中心部に属し、住所としては「郡山市字五百渕西」と表記される。北から東にかけ桑野清水台、南から西にかけ大槻町とそれぞれ隣接する。東日本旅客鉄道（JR東日本）郡山駅西側市街地南部に位置し、国道49号、静御前通りそれぞれの沿線南側の一角を範囲とする。名前の通り五百渕公園の西方にあたる。域内は分譲地として開発され住宅地が広がる。久留米に所在する郡山警察署久留米交番、および大槻町に所在する郡山消防署針生救急所がそれぞれ管轄にあたる。

## 世帯数と人口
2024年1月1日現在の世帯数と人口は以下の通りである。
| 町丁     | 世帯数 | 人口  |
| -------- | ------ | ----- |
| 五百渕西 | 76世帯 | 146人 |

## 小・中学校の学区
市立小・中学校に通う場合、学区は以下の通りとなる。
| 番地 | 小学校             | 中学校                 |
| ---- | ------------------ | ---------------------- |
| 全域 | 郡山市立開成小学校 | 郡山市立郡山第一中学校 |

## 交通

### 道路
- 一般市道笹ノ台開成六丁目線
- 一般市道桑野清水台林ノ東線

※いずれも域内外周部の路線であり、域内の街路は分譲地の私道とされ市道認定されていない。

## 施設等
公共施設や商業施設などは特に存在しない。